# TNT Séries
TNT Séries é um canal de televisão por assinatura especializado em séries, que chegou ao Brasil para substituir o Glitz*. A programação é exibida em áudio dublado e legendado, com legendas selecionáveis em português. O canal estreou no Brasil de forma oficial em 24 de abril de 2015, inicialmente na GVT TV, e 4 dias depois na Oi TV, Vivo TV e Algar TV.
Entrou na Sky Brasil no dia 26 de Setembro de 2018 nos canais 150 SD e 550 HD.
O sinal do canal está disponível apenas em 1080i (HDTV) Sua principal característica é a exibição de maratonas de séries aos fins de semana.

## Lançamento na América Latina e no Brasil
A Turner Network Television (TNT) começou a divulgar rumores de que o canal estaria vindo para a América Latina no final do ano de 2015, e que com a vinda dele outros canais da programadora poderiam ser extintos tanto na América Latina quanto no Brasil, o que de fato aconteceu. Na América Latina o canal estreou dia 10 de março de 2015 para a Argentina, e para o resto dos falantes em espanhol dia 17 de março do mesmo ano, em ambos os sinais o canal substituiu o Infinito cuja programação foi transferida para o TruTV, ambos também de propriedade da Turner Broadcasting System. No Brasil o canal chegou oficialmente dia 24 de abril de 2015 somente para assinantes da GVT TV, quatro dias depois também para os assinantes da  Oi TV, Vivo TV e Algar TV. A Turner Broadcasting System vem se reunindo com outras operadoras a exibirem o sinal, que diferentemente do restante da América Latina, o canal veio para substituir o sinal do Glitz*, que continua a existir nos demais países latinos.
Entrou na Sky Brasil no dia 26 de Setembro de 2018 nos canais 150 SD e 550 HD disponível na partir do pacote Master HD